# 浜辺やよい
浜辺 やよい（はまべ やよい、2004年〈平成16年〉9月30日 - ）は、日本のAV女優。Bstar所属。

## 経歴
2025年4月10日に『新人 1億人のヒロイン 浜辺やよい 20歳 AVdebut』でFALENOよりAVデビュー。
2025年5月3日、『TREND GIRLS撮影会2025』に出演。
同年5月12日週FANZAレンタルフロアランキングでは、デビュー作が1位を記録した。
同年6月1日には『FALENO FES 2025』に出演した。

## 人物
- 趣味はバスケ、バレーボールで特技はビキニで泳ぐこと[4][5]。
- 好きな男性のタイプは面白い人が好き[6]。
- 性の目覚めは小学校4年生の時にAVを見てから[6]。
- 好きなAV女優は本郷愛[6]。
- 初体験は高校1年生の時に初めて付き合った同級生と河原の土手で野外でやったこともあり更に気持ちよかった。デビューまでの経験人数は5人だった[6]。
- テストの時に『six』と書くべき所を『sex』と書いてしまったことがあった[6]。
- デビューのきっかけはエッチな部分を活かせたらいいなと思って、趣味と実益を兼ねてデビューした[6]。
- 好きな体位はバックと正常位[6]。

## 作品

### アダルトビデオ
- 新人 1億人のヒロイン 浜辺やよい 20歳 AVdebut（4月10日発売・3月1日配信開始、FALENO）[7]
- AVデビュー前日…秘蔵ハメ撮り映像 浜辺やよい （5月8日、FALENO）
- 「私がイクとこ見てください…」初めてだらけの性感開発3本番スペシャル 浜辺やよい （5月8日発売・4月2日配信開始、FALENO）
- 「大好きなフェラチオのことしか考えられない最高の美少女 浜辺やよい（6月12日発売・5月5日配信開始、FALENO）
- 体液で交感する絶え間ない官能セックス 浜辺やよい（7月10日発売・6月5日配信開始、FALENO）
- 絡み合う舌と唾液 濃厚ベロちゅう性交　浜辺やよい（8月7日発売・7月3日配信開始、FALENO）
- ちょっと前までガキだと思っていた妹がパンチラ誘惑してきたから両親が旅行中に何度もセッ… 浜辺やよい（9月11日発売・8月8日配信開始、FALENO）

### デジタル写真集
- 週刊ポストデジタル写真集『浜辺やよい ワンチャン、あるよ?』（2025年3月21日、撮影:塩原洋、小学館）

## 外部サイト
- 浜辺やよい🏖️☀️ (@yayoi_hamabe) - X
- 浜辺やよい (@yayoi_hamabe) - Instagram
- 浜辺やよい (@yayoi.hamabe) - TikTok

※以下は、18禁サイト
- FALENO・浜辺やよい